# Margot (tango)
 Margot es un tango de 1919 con letra de Celedonio Flores musicalizada por Carlos Gardel y José Ricardo. Fue grabado por primera vez por Carlos Gardel acompañado por la guitarra de José Ricardo, según algunas opiniones en 1919 y según otras en 1921 para el sello Odeon, y registrado posteriormente por otros artistas.

## Los autores

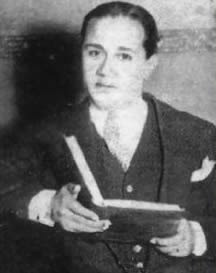
Celedonio Flores en la década de 1930

Celedonio Flores (Buenos Aires, 3 de agosto de 1896 - ídem 28 de julio de 1947) fue un poeta argentino, de gran sensibilidad, muy popular letrista de tangos frecuentador de la bohemia porteña. Autor de versos lunfardos y también sentenciosos y moralizantes, entre los que destacaron los tangos  Mano a mano, Mala entraña, Viejo coche, El bulín de la calle Ayacucho, Viejo smoking, Por qué canto así, Malevito, Canchero, Corrientes y Esmeralda, Muchacho, Sentencia, Pobre gallo bataraz, Si se salva el pibe y La musa mistonga. 
José Ricardo ( Buenos Aires, 19 de marzo de 1888 - Océano Atlántico, 2 de mayo de 1937) fue un destacado músico de tango argentino, compositor, e intérprete de guitarra. Es mundialmente conocido por haber sido guitarrista de Carlos Gardel a quien acompañó desde 1915 hasta 1929. Entre las canciones compuestas por Ricardo se destacan el tango Margot y Pobre gallo bataraz.
Carlos Gardel ( Toulouse (Francia) el 11 de diciembre de 1890- Medellín, Colombia, 24 de junio de 1935 en un accidente aéreo ) fue un cantante, compositor y actor de cine. Es el más conocido representante del género en la historia del tango. Iniciador y máximo exponente del "tango canción", fue uno de los intérpretes más importantes de la música popular mundial en la primera mitad del siglo XX, por la calidad de su voz, por la cantidad de discos vendidos (como cantante y como compositor), por sus numerosas películas relacionadas con el tango y por su repercusión mundial.

## Historia
En 1919, el diario Última hora organizó un concurso de letras de tango y Celedonio Flores, por entonces un joven sin antecedentes literarios, presentó un poema titulado Por la pinta cuyo personaje era una joven humilde y atractiva que se pervierte para escapar a su destino de pobreza. Fue el ganador, el diario lo publicó y cobro los 5 pesos del premio que, según contó años después, usó para mejorar su vestimenta. 
Carlos Gardel y José Razzano leyeron el poema y quisieron conocer al autor. Así fue que se encontraron, acordaron musicalizar la letra y convinieron, a sugerencia de los músicos, cambiar el título por Margot. Lo que fue más importante para Flores es que el cantor le preguntó también por otros poemas, y allí comenzó una relación en la que, con el transcurso del tiempo Carlos Gardel grabó 21 temas de Celedonio Flores.

## Valoración
Posiblemente Margot es uno de los tangos más coloridos, con el vocabulario lunfardo mejor usado, en el cual el texto está tan ajustado que no contiene palabras que puedan reemplazarse por otras; pero no solamente la letra es un alarde de visualización, de lenguaje pictórico sino que además es el primer tango que también puede considerarse poesía.
La historia de la joven de barrio que, encandilada por las luces del centro, se prostituye para mejorar su posición económica y social se repitió en muchos tangos. Es la muchachita que ya está prefigurada en Mi noche triste  (1917) y que retornó en Mano a mano  (1920) y en otros tangos más.
En este tango

...el hombre abandonado no comprende ni perdona: es cruel, ácido, lapidario. No justifica sino que culpa a la mujer que lo abandonó. Esta es la novedad…el tono, que deja de ser lastimero y desconsolado para convertirse en irónico, sarcástico. Solamente por el posesivo "mi" de "…ya no sos mi Margarita…" podemos adivinar que el creador de estos versos alguna vez amó a esa mujer que detesta tanto ahora. Seguramente Margot es el tango que mejor representa la imagen de la "mala mujer" típica de estos tiempos, sobre todo a través de los ojos de los hombres: la mujer ambiciosa y fría que no duda en dejar al hombre que la ama para irse con otro que le ofrezca una mejor posición social.”

Por supuesto que con el tiempo aparecen en el tango otros modelos de mujer y otros enfoques sobre el tema. 

## Vocabulario
Algunas de las voces lunfardas y referencias que aparecen en la letra son las siguientes:
- Abacanado/a: persona que ha enriquecido, mejorado su posición.[7]
- Afilar: cortejar, engañar.[8]
- Armenonville: cabaré (1909-1925) ubicado en el barrio de Palermo.[9]
- Arrabal: suburbio, afueras de la zona céntrica.
- Berretín: capricho, idea fija que, como el birrete, se mete en la cabeza.[10]. Fantasía, imitación de una joya.[11]
- Cafisho: cafiolo, proxeneta.[12]
- Cajetilla: lechuguino, dandy, persona que se preocupa por su manera de vestir, algo afectado o afeminado, petimetre.[13]
- Canyengue: forma de bailar el tango.[14]
- Conventillo: casa de vecindad de aspecto pobre, con muchas habitaciones que se alquilan a individuos o familias.[15]
- Convento: conventillo[16].
- Embrocar: junar, mirar fijamente, darse cuenta.[17]
- Julien:  restaurante lujoso que funcionó en la esquina Noreste de Lavalle y Esmeralda con entrada por esta última n°795.[18]
- Macana: mentira, disparate.[19]
- Otario: zonzo, persona que se deja engañar.[20]
- Pelandrun/a: haragán, vago.[21]
- Percal: tipo de tela de algodón de escaso precio que en el tango indica lo opuesto al lujo, simbolizado por la seda.[22]
- Petit: restaurante de Buenos Aires que estuvo en Esmeralda 343.[23]
- Pilcha: prenda de vestir y, por extensión, mujer querida.[24]